# CBGB (zenei klub)
A CBGB's vagy csak simán CBGB (Country, Bluegrass and Blues) egy legendás zenei klub volt, amelyet Hilly Kristal alapított 1973-ban, New York-ban. Annak ellenére, hogy country, bluegrass illetve blues-zene előadók befogadására hivatott eredetileg a klub, sok amerikai hard rock és punk együttes itt kezdte pályafutását. Például a The New York Dolls, a Television, a Blondie vagy a Talking Heads is itt tűntek fel. Később hardcore punk zenekarok "találkahelyévé" vált a CBGB. Sok zenei társulat koncertezett itt és adtak ki albumokat a fellépésükről.
A CBGB-sztori 2006. október 15-én ért véget, amikor bezárásra került. Természetesen sokan elszomorodtak a hír hallatán és el akarták érni, hogy ne zárjon be, de nem volt mit tenni: a klub korszaka lezárult.
2013-ban dokumentumfilm készült, amely a CBGB történetét mutatta be. Interjúk is készültek a klubban fellépő együttesekkel.